# Медведівська сільська рада (Джанкойський район)
Медве́дівська сільська́ ра́да — адміністративно-територіальна одиниця та орган місцевого самоврядування у Джанкойському районі Автономної Республіки Крим. Адміністративний центр — село Медведівка.

## Загальні відомості
- Населення ради: 2 389 осіб (станом на 2001 рік)

## Населені пункти
Сільській раді підпорядковані населені пункти:
- с. Медведівка
- с. Передмістне
- с. Тургенєве

## Склад ради
Рада складалася з 16 депутатів та голови.
- Голова ради: Желанніков Микола Григорович
- Секретар ради: Топольян Зинаїда Зиновіївна

### Керівний склад попередніх скликань
| Прізвище, ім'я, по батькові  | Основні відомості                                                         | Дата обрання | Дата звільнення |
| ---------------------------- | ------------------------------------------------------------------------- | ------------ | --------------- |
| Желанніков Микола Григорович | Сільський голова, 1953 року народження, освіта вища, безпартійний         | 26.03.2006   | 31.10.2010      |
| Желанніков Микола Григорович | Сільський голова, 1953 року народження, освіта вища, член Партії регіонів | 31.10.2010   |                 |

Примітка: таблиця складена за даними сайту Верховної Ради України

### Депутати
За результатами місцевих виборів 2010 року депутатами ради стали:

#### За суб'єктами висування
| Суб'єкт висування | Кількість обраних депутатів | %    |
| ----------------- | --------------------------- | ---- |
| Партія регіонів   | 14                          | 87,5 |
| Самовисування     | 2                           | 12,5 |

#### За округами
| № округу        | Прізвище, ім'я, по батькові      | Дата визнання обраним | Освіта  | Партійна приналежність | Відомості про обраного депутата                                                  |
| --------------- | -------------------------------- | --------------------- | ------- | ---------------------- | -------------------------------------------------------------------------------- |
| Партія регіонів |                                  |                       |         |                        |                                                                                  |
| 1               | Кавецький Борис Олександрович    | 02.11.2010            | середня | член Партії регіонів   | тимчасово не працює                                                              |
| 2               | Пшеничникова Ніна Миколаївна     | 02.11.2010            | вища    | член Партії регіонів   | Медведівська сільська рада, інспектор воєнно-облікового бюро                     |
| 3               | Прохорова Ольга Михайлівна       | 02.11.2010            | вища    | член Партії регіонів   | Медведівська сільська рада, головний бухгалтер                                   |
| 4               | Топольян Зинаїда Зиновіївна      | 02.11.2010            | вища    | член Партії регіонів   | медведівська сільська рада, секретар                                             |
| 5               | Пшеничников Віктор Анатолійович  | 02.11.2010            | вища    | член Партії регіонів   | тимчасово не працює                                                              |
| 6               | Богочарова Зинаїда Олександрівна | 02.11.2010            | вища    | член Партії регіонів   | Медведівська сільська рада, землевпорядник                                       |
| 7               | Фастовець Олександр Миколайович  | 02.11.2010            | вища    | член Партії регіонів   | приватний підприємець                                                            |
| 8               | Кукліна Лариса Вікторівна        | 02.11.2010            | вища    | член Партії регіонів   | Медведівський навчально-виховний комплекс, вихователь                            |
| 10              | Кот Тетяна Олексіївна            | 02.11.2010            | вища    | член Партії регіонів   | тимчасово не працює                                                              |
| 12              | Сітхалілова Султаніє Сітвеліївна | 02.11.2010            | вища    | член Партії регіонів   | управління праці і соціального захисту населення, соціальний працівник           |
| 13              | Лакизюк Борис Володимирович      | 02.11.2010            | середня | член Партії регіонів   | пенсіонер                                                                        |
| 14              | Єрматова Валентина Мухамедівна   | 02.11.2010            | середня | член Партії регіонів   | домогосподарка                                                                   |
| 15              | Логвіненко Єва Федорівна         | 02.11.2010            | середня | член Партії регіонів   | комунальне підприємство с. Медведівка, контролер                                 |
| 16              | Сейтумерова Гульнара Енверівна   | 02.11.2010            | вища    | член Партії регіонів   | Медведівська сільська рада, бухгалтер                                            |
| Самовисування   |                                  |                       |         |                        |                                                                                  |
| 9               | Дю Тетяна Бем-Дюн                | 02.11.2010            | вища    | позапартійна           | Медведівська навчально-виховний комплекс, заступник керівника по виховній роботі |
| 11              | Скороход Ігор Андрійович         | 15.01.2012            | вища    | член Партії регіонів   | фермерське господарство, голова                                                  |